# Nanjing-Dekade
Als Nanjing-Dekade 南京十年(Pinyin: nanjing shinian) wird der Zeitraum von 1927 bis 1937 bezeichnet, in dem Nanjing 南京 während des chinesischen Bürgerkriegs unter Chiang Kai-Shek Hauptstadt der Guomindang 国民党 war.
Nach dem Ausbruch des 2. Sino-Japanischen Kriegs 1937 verlegte die Guomindang ihre Hauptstadt nach Chongqing. Nachdem die Japaner Nanjing eingenommen hatten, kam es zum Nanjing-Massaker.

## Planstadt
Die Guomindang wollte Nanjing zu einer modernen Hauptstadt machen. Dabei sollten sowohl traditionelle chinesische, als auch westliche Elemente einfließen. Es wurden zahlreiche neue Gebäude errichtet.

## Soziale Probleme
Wegen der Armut, Arbeitslosigkeit und Wohnungsnot bildeten sich Elendsviertel. Außerdem kamen infolge des Bürgerkriegs und von Naturkatastrophen viele Flüchtlinge in die Hauptstadt. Die zahlreichen Maßnahmen der Regierung zur Problemlösung, wie zum Beispiel sozialer Wohnungsbau, waren allerdings überwiegend erfolglos.